# Listă de personaje ale serialului Downton Abbey

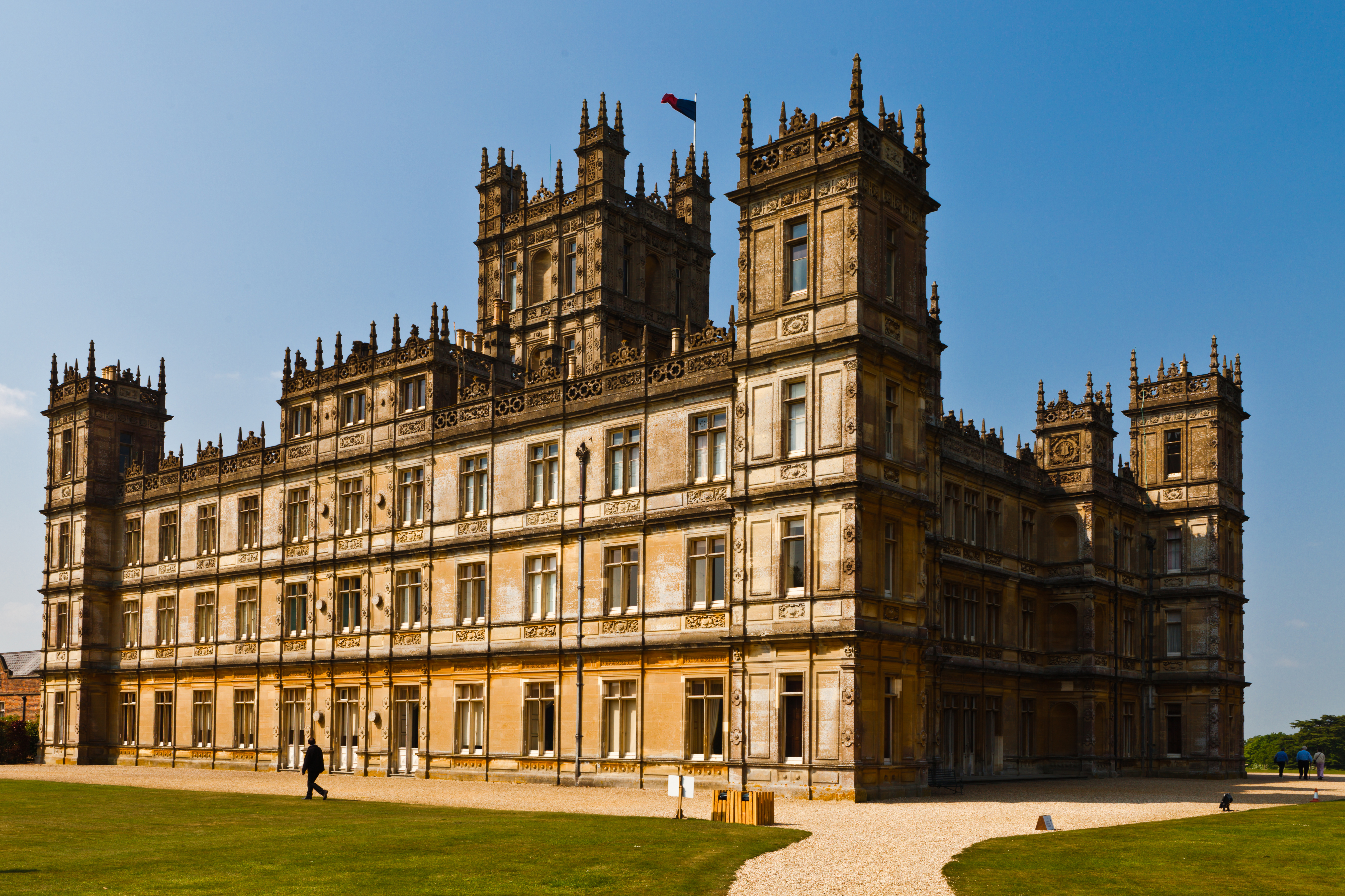
Highclere Castle (Downton Abbey

Această pagină este lista personajelor serialului de televiziune britanic  Downton Abbey, serial creat de Julian Fellowes și produs în cooperare de Carnival Films și Masterpiece pentru posturile de televiziune ITV (din Regatul Unit) și PBS (din Statele Unite).

## Distribuție

### Personajele principale
| Actor                 | Personaj                                              | Serie / Sezon — Rol | Serie / Sezon — Rol | Serie / Sezon — Rol | Serie / Sezon — Rol | Serie / Sezon — Rol | Serie / Sezon — Rol |
| Actor                 | Personaj                                              | 1                   | 2                   | 3                   | 4                   | 5                   | 6                   |
| --------------------- | ----------------------------------------------------- | ------------------- | ------------------- | ------------------- | ------------------- | ------------------- | ------------------- |
| Hugh Bonneville       | Robert Crawley, Earl of Grantham                      | Principal           | Principal           | Principal           | Principal           | Principal           | Principal           |
| Laura Carmichael      | Lady Edith Crawley                                    | Principal           | Principal           | Principal           | Principal           | Principal           | Principal           |
| Jim Carter            | Charles "Charlie" Carson                              | Principal           | Principal           | Principal           | Principal           | Principal           | Principal           |
| Brendan Coyle         | John Bates                                            | Principal           | Principal           | Principal           | Principal           | Principal           | Principal           |
| Michelle Dockery      | Lady Mary Crawley                                     | Principal           | Principal           | Principal           | Principal           | Principal           | Principal           |
| Joanne Froggatt       | Anna Bates {născută Smith)                            | Principal           | Principal           | Principal           | Principal           | Principal           | Principal           |
| Phyllis Logan         | Elsie Hughes                                          | Principal           | Principal           | Principal           | Principal           | Principal           | Principal           |
| Rob James-Collier     | Thomas Barrow                                         | Principal           | Principal           | Principal           | Principal           | Principal           | Principal           |
| Elizabeth McGovern    | Cora Crawley (născută Levinson), Countess of Grantham | Principal           | Principal           | Principal           | Principal           | Principal           | Principal           |
| Sophie McShera        | Daisy Mason (născută Robinson)                        | Principal           | Principal           | Principal           | Principal           | Principal           | Principal           |
| Lesley Nicol          | Beryl Patmore                                         | Principal           | Principal           | Principal           | Principal           | Principal           | Principal           |
| Maggie Smith          | Violet Crawley, Dowager Countess of Grantham          | Principal           | Principal           | Principal           | Principal           | Principal           | Principal           |
| Penelope Wilton       | Isobel Crawley (născută Turnbull)                     | Principal           | Principal           | Principal           | Principal           | Principal           | Principal           |
| Jessica Brown Findlay | Lady Sybil Crawley †                                  | Principal           | Principal           | Principal           | Does not appear     | Does not appear     | Does not appear     |
| Siobhan Finneran      | Sarah O'Brien                                         | Principal           | Principal           | Principal           | Does not appear     | Does not appear     | Does not appear     |
| Dan Stevens           | Matthew Crawley †                                     | Principal           | Principal           | Principal           | Does not appear     | Does not appear     | Does not appear     |
| Thomas Howes          | William Mason †                                       | Principal           | Principal           | Does not appear     | Does not appear     | Does not appear     | Does not appear     |
| Rose Leslie           | Gwen Dawson                                           | Principal           | Does not appear     | Does not appear     | Does not appear     | Does not appear     | Invitată            |
| Kevin Doyle           | Joseph Molesley                                       | Revenire periodică  | Revenire periodică  | Main                | Main                | Main                | Main                |
| Allen Leech           | Thomas "Tom" Branson                                  | Revenire periodică  | Revenire periodică  | Principal           | Principal           | Principal           | Principal           |
| David Robb            | Dr. Richard Clarkson                                  | Revenire periodică  | Revenire periodică  | Revenire periodică  | Principal           | Principal           | Principal           |
| Amy Nuttall           | Ethel Parks                                           | Does not appear     | Principal           | Principal           | Does not appear     | Does not appear     | Does not appear     |
| Matt Milne            | Alfred Nugent                                         | Does not appear     | Does not appear     | Principal           | Principal           | Does not appear     | Does not appear     |
| Ed Speleers           | James "Jimmy" Kent                                    | Does not appear     | Does not appear     | Principal           | Principal           | Does not appear     | Does not appear     |
| Lily James            | Lady Rose MacClare                                    | Does not appear     | Does not appear     | Revenire periodică  | Principal           | Principal           | Invitată            |
| Cara Theobold         | Ivy Stuart                                            | Does not appear     | Does not appear     | Revenire periodică  | Principal           | Does not appear     | Does not appear     |
| Raquel Cassidy        | Phyllis Baxter                                        | Does not appear     | Does not appear     | Does not appear     | Revenire periodică  | Principal           | Principal           |
| Julian Ovenden        | Charles Blake                                         | Does not appear     | Does not appear     | Does not appear     | Revenire periodică  | Principal           | Does not appear     |
| Tom Cullen            | Anthony Foyle, Viscount Gillingham                    | Does not appear     | Does not appear     | Does not appear     | Revenire periodică  | Principal           | Does not appear     |
| Michael Fox           | Andrew "Andy" Parker                                  | Does not appear     | Does not appear     | Does not appear     | Does not appear     | Revenire periodică  | Principal           |
| Matthew Goode         | Henry Talbot                                          | Does not appear     | Does not appear     | Does not appear     | Does not appear     | Revenire periodică  | Principal           |

### Personaje care apar periodic
| Actor                 | Personaj                                                                                                | Serie / Sezon — Rol | Serie / Sezon — Rol | Serie / Sezon — Rol | Serie / Sezon — Rol | Serie / Sezon — Rol | Serie / Sezon — Rol |
| Actor                 | Personaj                                                                                                | 1                   | 2                   | 3                   | 4                   | 5                   | 6                   |
| --------------------- | --- | ------------------- | ------------------- | ------------------- | ------------------- | ------------------- | ------------------- |
| Andrew Alexander      | Sir John Bullock                                                                                        | Does not appear     | Does not appear     | Does not appear     | Revenire periodică  | Does not appear     | Does not appear     |
| Matt Barber           | The Hon. Ephraim Atticus Aldridge                                                                       | Does not appear     | Does not appear     | Does not appear     | Does not appear     | Revenire periodică  | Episodic            |
| Robert Bathurst       | Sir Anthony Strallan                                                                                    | Revenire periodică  | Invitat             | Revenire periodică  | Does not appear     | Does not appear     | Does not appear     |
| Neil Bell             | Durrant                                                                                                 | Does not appear     | Does not appear     | Revenire periodică  | Does not appear     | Does not appear     | Does not appear     |
| Antonia Bernath       | Laura Edmunds                                                                                           | Does not appear     | Does not appear     | Does not appear     | Does not appear     | Does not appear     | Revenire periodică  |
| Samantha Bond         | Lady Rosamund Painswick, (născută Crawley)                                                              | Invitată            | Revenire periodică  | Invitată            | Revenire periodică  | Revenire periodică  | Revenire periodică  |
| Zoe Boyle             | Lavinia Swire †                                                                                         | Does not appear     | Revenire periodică  | Does not appear     | Does not appear     | Does not appear     | Does not appear     |
| Patrick Brennan       | Mr. Dawes                                                                                               | Does not appear     | Does not appear     | Does not appear     | Does not appear     | Invitat             | Revenire periodică  |
| MyAnna Buring         | Edna Braithwaite                                                                                        | Does not appear     | Does not appear     | Invitată            | Revenire periodică  | Does not appear     | Does not appear     |
| Clare Calbraith       | Jane Moorsum                                                                                            | Does not appear     | Revenire periodică  | Does not appear     | Does not appear     | Does not appear     | Does not appear     |
| Gary Carr             | Jack Ross                                                                                               | Does not appear     | Does not appear     | Does not appear     | Revenire periodică  | Does not appear     | Does not appear     |
| Michael Cochrane      | Reverend Albert Travis                                                                                  | Does not appear     | Revenire periodică  | Revenire periodică  | Does not appear     | Does not appear     | Revenire periodică  |
| Paul Copley           | Mr. Mason                                                                                               | Does not appear     | Revenire periodică  | Revenire periodică  | Invitat             | Revenire periodică  | Revenire periodică  |
| Jonathan Coy          | George Murray                                                                                           | Invitat             | Invitat             | Revenire periodică  | Does not appear     | Invitat             | Does not appear     |
| Michael Culkin        | Archbishop of York                                                                                      | Does not appear     | Does not appear     | Revenire periodică  | Does not appear     | Does not appear     | Does not appear     |
| Joanna David          | Duchess of Yeovil                                                                                       | Does not appear     | Does not appear     | Does not appear     | Revenire periodică  | Does not appear     | Does not appear     |
| Penny Downie          | Rachel Aldridge, Lady Sinderby                                                                          | Does not appear     | Does not appear     | Does not appear     | Does not appear     | Revenire periodică  | Does not appear     |
| Maria Doyle Kennedy   | Vera Bates †                                                                                            | Does not appear     | Revenire periodică  | Does not appear     | Does not appear     | Does not appear     | Does not appear     |
| Sebastian Dunn        | Charles "Charlie" Rogers †                                                                              | Does not appear     | Does not appear     | Does not appear     | Does not appear     | Invitat             | Revenire periodică  |
| Charles Edwards       | Michael Gregson †                                                                                       | Does not appear     | Does not appear     | Revenire periodică  | Revenire periodică  | Does not appear     | Does not appear     |
| Peter Egan            | Hugh "Shrimpie" MacClare, Marquess of Flintshire                                                        | Does not appear     | Does not appear     | Invitat             | Does not appear     | Revenire periodică  | Invitat             |
| Joncie Elmore         | John Pegg                                                                                               | Does not appear     | Does not appear     | Does not appear     | Revenire periodică  | Does not appear     | Does not appear     |
| Victoria Emslie       | Audrey                                                                                                  | Does not appear     | Does not appear     | Does not appear     | Does not appear     | Does not appear     | Revenire periodică  |
| James Faulkner        | Daniel Aldridge, Lord Sinderby                                                                          | Does not appear     | Does not appear     | Does not appear     | Does not appear     | Revenire periodică  | Does not appear     |
| Jason Furnival        | Craig                                                                                                   | Does not appear     | Does not appear     | Revenire periodică  | Does not appear     | Does not appear     | Does not appear     |
| Iain Glen             | Sir Richard Carlisle of Morningside                                                                     | Does not appear     | Revenire periodică  | Does not appear     | Does not appear     | Does not appear     | Does not appear     |
| Richard E. Grant      | Simon Bricker                                                                                           | Does not appear     | Does not appear     | Does not appear     | Does not appear     | Revenire periodică  | Does not appear     |
| Lionel Guyett         | Taylor                                                                                                  | Revenire periodică  | Does not appear     | Does not appear     | Does not appear     | Does not appear     | Does not appear     |
| Harry Hadden-Paton    | Herbert "Bertie" Pelham                                                                                 | Does not appear     | Does not appear     | Does not appear     | Does not appear     | Guest               | Revenire periodică  |
| Nigel Harman          | Alex Green †                                                                                            | Does not appear     | Does not appear     | Does not appear     | Revenire periodică  | Does not appear     | Does not appear     |
| Karl Haynes           | Dent | Does not appear     | Does not appear     | Revenire periodică  | Does not appear     | Does not appear     | Does not appear     |
| Nicky Henson          | Charles Grigg                                                                                           | Guest               | Does not appear     | Does not appear     | Revenire periodică  | Does not appear     | Does not appear     |
| Clare Higgins         | Mrs. Bartlett                                                                                           | Does not appear     | Does not appear     | Revenire periodică  | Does not appear     | Does not appear     | Does not appear     |
| Louis Hilyer          | Inspector Vyner                                                                                         | Does not appear     | Does not appear     | Does not appear     | Does not appear     | Revenire periodică  | Does not appear     |
| Sue Johnston          | Gladys Denker                                                                                           | Does not appear     | Does not appear     | Does not appear     | Does not appear     |                     |                     |
| Patrick Kennedy       | Terence Sampson                                                                                         | Does not appear     | Does not appear     | Does not appear     | Revenire periodică  | Does not appear     | Does not appear     |
| Daisy Lewis           | Sarah Bunting                                                                                           | Does not appear     | Does not appear     | Does not appear     | Revenire periodică  | Revenire periodică  | Does not appear     |
| Christine Lohr        | May Bird                                                                                                | Invitată            | Invitată            | Revenire periodică  | Does not appear     | Does not appear     | Does not appear     |
| Emma Lowndes          | Margie Drewe                                                                                            | Does not appear     | Does not appear     | Does not appear     | Does not appear     | Revenire periodică  | Guest               |
| Cal MacAninch         | Henry Lang                                                                                              | Does not appear     | Revenire periodică  | Does not appear     | Does not appear     | Does not appear     | Does not appear     |
| Christine Mackie      | Daphne Bryant                                                                                           | Does not appear     | Revenire periodică  | Revenire periodică  | Does not appear     | Does not appear     | Does not appear     |
| Shirley MacLaine      | Martha Levinson                                                                                         | Does not appear     | Does not appear     | Revenire periodică  | Guest               | Does not appear     | Does not appear     |
| Kevin R. McNally      | Horace Bryant                                                                                           | Does not appear     | Revenire periodică  | Invitat             | Does not appear     | Does not appear     | Does not appear     |
| Brendan Patricks      | The Hon, Evelyn Napier                                                                                  | Revenire periodică  | Does not appear     | Does not appear     | Revenire periodică  | Does not appear     | Guest               |
| Mark Penfold          | Mr. Clarkham                                                                                            | Does not appear     | Does not appear     | Revenire periodică  | Does not appear     | Does not appear     | Does not appear     |
| Daniel Pirrie         | Maior Charles Bryant †                                                                                  | Does not appear     | Revenire periodică  | Does not appear     | Does not appear     | Does not appear     | Does not appear     |
| Paul Putner           | Mr. Skinner                                                                                             | Does not appear     | Does not appear     | Does not appear     | Does not appear     | Does not appear     | Revenire periodică  |
| Douglas Reith         | Richard "Dickie" Grey, Baron Merton                                                                     | Does not appear     | Does not appear     | Guest               | Revenire periodică  | Revenire periodică  | Revenire periodică  |
| Jake Rowley           | Paparazzo                                                                                               | Does not appear     | Does not appear     | Does not appear     | Does not appear     | Does not appear     | Revenire periodică  |
| Christopher Rozycki   | Count Nikolai Rostov                                                                                    | Does not appear     | Does not appear     | Does not appear     | Does not appear     | Revenire periodică  | Does not appear     |
| Andrew Scarborough    | Timothy "Tim" Drewe                                                                                     | Does not appear     | Does not appear     | Does not appear     | Revenire periodică  | Revenire periodică  | Guest               |
| Lucille Sharp         | Miss Reed                                                                                               | Does not appear     | Does not appear     | Revenire periodică  | Does not appear     | Does not appear     | Does not appear     |
| Helen Sheals          | Mrs. Wigan, the Postmistress                                                                            | Revenire periodică  | Does not appear     | Does not appear     | Invitată            | Revenire periodică  | Does not appear     |
| Rade Sherbedgia       | Prince Igor Kuragin                                                                                     | Does not appear     | Does not appear     | Does not appear     | Does not appear     | Revenire periodică  | Does not appear     |
| Ged Simmons           | Turner                                                                                                  | Does not appear     | Does not appear     | Revenire periodică  | Does not appear     | Does not appear     | Does not appear     |
| Phoebe Sparrow        | Amelia Cruikshank (devine "Amelia Grey" la sfârșitul seriei a 6-a)                                      | Does not appear     | Does not appear     | Does not appear     | Does not appear     | Does not appear     | Recurring           |
| Hayley Jayne Standing | Lucy | Does not appear     | Does not appear     | Does not appear     | Does not appear     | Does not appear     | Revenire periodică  |
| Catherine Steadman    | The Hon Mabel Lane Fox (devine "Mabel Foyle, Viscountess Gillingham" după ultimul episod în care apare) | Does not appear     | Does not appear     | Does not appear     | Does not appear     | Revenire periodică  | Does not appear     |
| Jeremy Swift          | Septimus Spratt                                                                                         | Does not appear     | Does not appear     | Does not appear     | Revenire periodică  | Revenire periodică  | Revenire periodică  |
| Richard Teverson      | Dr. Ryder                                                                                               | Does not appear     | Does not appear     | Invitat             | Does not appear     | Does not appear     | Revenire periodică  |
| Stephen Ventura       | Davis                                                                                                   | Does not appear     | Revenire periodică  | Does not appear     | Does not appear     | Does not appear     | Does not appear     |
| Harriet Walter        | Prudence, Dowager Lady Shackleton                                                                       | Does not appear     | Does not appear     | Does not appear     | Invitată            | Invitată            | Revenire periodică  |
| Howard Ward           | Sergeant Willis                                                                                         | Does not appear     | Does not appear     | Does not appear     | Does not appear     | Revenire periodică  | Revenire periodică  |
| Andrew Westfield      | Mr Lynch                                                                                                | Revenire periodică  | Does not appear     | Does not appear     | Does not appear     | Does not appear     | Does not appear     |

### Actori invitați
| Actor / Actriță       | Personaj                                      | Poziție | Apariții (serie / sezon)                              |
| --------------------- | --------------------------------------------- | --- | ----------------------------------------------------- |
| Charlie Cox           | Philip, Duce de Crowborough                   | Pețitor al Lady Mary; iubit al lui Thomas Barrow | Seria 1                                               |
| Bill Fellows          | Joe Burns                                     | Fost pețitor al Ms. Hughes | Seria 1                                               |
| Bernard Gallagher     | William "Bill" Molesley                       | Tatăl lui Joseph Molesley | Seria 1, Seriile 3–4                                  |
| Theo James            | Kemal Pamuk †                                 | Atașat diplomatic al Ambasadei Imperiului Otoman la Londra | Seria 1                                               |
| Sean McKenzie         | Mr. Bromidge                                  | Proprietar al unei firme de instalat telefoane | Seria 1                                               |
| Fergus O'Donnell      | John Drake                                    | Fermier pe domeniul Grantham | Seriile 1–2                                           |
| Cathy Sara            | Ms. Drake                                     | Soția lui John Drake | Seriile 1–2                                           |
| Jane Wenham           | Ms. Bates †                                   | Mama lui John Bates | Seria 1                                               |
| Jeremy Clyde          | General Robertson                             | General al armatei | Seria 2                                               |
| Tom Feary-Campbell    | Captain Smiley                                | Căpitan al armatei | Seria 2                                               |
| Lachlan Nieboer       | Locotenent Edward Courtenay †                 | Ofițer rănit | Sezonul 2                                             |
| Peter McNeil O'Connor | Sergent Stevens                               | Sergent al armatei | Seria 2                                               |
| Julian Wadham         | Sir Herbert Strutt                            | General al armatei | Series 2                                              |
| Trevor White          | Maior Patrick Gordon                          | Ofițer rănit și mutilat care pretinde să fie Patrick Crawley, crezut a fi murit la scufundarea Titanic-ului în 1912. De ar fi trăit, ar fi fost adevăratul moștenitor al titlului și domeniului Grantham. | Sezonul 2                                             |
| Nigel Havers          | Lord Hepworth                                 | Pețitor al Lady Rosamund | Episodul Christmas Special 2011                       |
| Sharon Small          | Marigold Shore                                | Camerista Lady Rosamund | Episodul Christmas Special 2011                       |
| Charlie Anson         | The Hon. Larry Grey                           | Fiul cel mare al lui Lord Merton | Sezonul 3, Sezonul 5, episodul Christmas Special 2015 |
| Edward Baker-Duly     | Terence Margadale                             | Iubitul lui Rose | Sezonul 3                                             |
| Ruairi Conaghan       | Kieran Branson                                | Fratele lui Tom Branson | Sezonul 3                                             |
| Sarah Crowden         | Lady Manville                                 | Una din doamnele locale din apropierea Downton-ului | Sezonul 3, Sezonul 5                                  |
| Terence Harvey        | Jarvis                                        | Managerul lui Downton Abbey | Sezonul 3                                             |
| Emma Keele            | Mavis                                         | Prostituată | Sezonul 3                                             |
| Edmund Kente          | Mead                                          | Majordomul Lady Rosamund | Sezonul 3                                             |
| Tim Pigott-Smith      | Sir Philip Tapsell                            | Obstretician și ginecolog londonez | Sezonul 3                                             |
| Tony Turner           | Inspector Stanford                            | Inspector de poliție din York | Sezonul 3                                             |
| John Voce             | Fotograf                                      | Fotograf | Sezonul 3, Sezonul 6                                  |
| Kenneth Bryans        | Nield                                         | Maestru de vânătoare la Castelul Duneagle | Episodul Christmas Special 2012                       |
| Ron Donachie          | McCree                                        | Majordomul Lordului Flintshire | Episodul Christmas Special 2012                       |
| John Henshaw          | Jos Tufton                                    | Comerciant și pețitorul Ms. Patmore | Episodul Christmas Special 2012                       |
| Simone Lahbib         | Wilkins                                       | Camerista Lady Flintshire | Episodul Christmas Special 2012                       |
| Phoebe Nicholls       | Susan MacClare, Marchiză de Flintshire        | Soția Lord-ului Flintshire | Episodul Christmas Special 2012, Sezonul 5            |
| Yves Aubert           | Arsene Avignon                                | Maestru bucătar la Ritz Londra | Sezonul 4                                             |
| Di Botcher            | Nanny West                                    | Nanny | Sezonul 4                                             |
| Christina Carty       | Virginia Woolf                                | Scriitoare | Sezonul 4                                             |
| Stephen Critchlow     | John Ward                                     | MP liberal | Sezonul 4                                             |
| Jonathan Howard       | Sam Thawley                                   | Grădinar local | Sezonul 4                                             |
| Kiri Te Kanawa        | Nellie Melba                                  | Cântăreață de operă | Sezonul 4                                             |
| Michael Benz          | Ethan Slade                                   | Valetul lui Harold Levinson | Episodul Christmas Special 2013                       |
| Alastair Bruce        | Lord Chamberlain                              | Lord Chamberlain al regelui | Episodul Christmas Special 2013                       |
| Valerie Dane          | Queen Mary                                    | Regina consoartă a regelui George al V-lea | Episodul Christmas Special 2013                       |
| Oliver Dimsdale       | Prince of Wales                               | Moștenitor la tronului britanic | Episodul Christmas Special 2013                       |
| Poppy Drayton         | The Hon. Madeleine Allsopp                    | Prietena lui Rose | Episodul Christmas Special 2013                       |
| James Fox             | William "Billy" Allsopp, Baron Aysgarth       | Tatăl Madeleinei | Episodul Christmas Special 2013                       |
| Paul Giamatti         | Harold Levinson                               | Fratele Corei | Episodul Christmas Special 2013                       |
| Janet Montgomery      | Freda Dudley Ward                             | Amanta Prințului de Whales | Episodul Christmas Special 2013                       |
| Jonathan Townsend     | Ducele de York                                | Fratele mai tânăr al Prințului de Wales | Episodul Christmas Special 2013                       |
| Guy Williams          | George al V-lea                               | Rege al Regatului Unit, împărat al Indiei | Episodul Christmas Special 2013                       |
| Dean Ashton           | Evans                                         | Pietrar de monumente funerare | Sezonul 5                                             |
| Devon Black           | Recepționist                                  | recepționist | Seriile 5–6                                           |
| Louise Calf           | Kitty Colthurst                               | Prieten al familiei Crawley | Seria 5                                               |
| Anna Chancellor       | Dowager Lady Anstruther, (născută Mountevans) | Fosta angajatoare al lui James Kent | Seria 5                                               |
| Ed Cooper Clarke      | The Hon. Timothy "Tim" Grey                   | Fiul mai mic al Lordui Merton | Seria 5                                               |
| Jon Glover            | George V (voce)                               | Regele Regatului Unit, Împărat al Indiei | Seria 5                                               |
| Darren Machin         | Basil Shute                                   | Proprietarul clubului Velvet Violin | Seria 5                                               |
| Naomi Radcliffe       | Ms. Elcot                                     | Săteancă locală, văduvă de război | Seria 5                                               |
| Alun Armstrong        | Stowell                                       | Majordomul Lordui Sinderbyr | Episodul Christmas Special 2014                       |
| Jane Lapotaire        | Prințesa Irina Kuragin                        | Soția Prințului Kuragin | Episodul Christmas Special 2014                       |
| Alice Patten          | Diana Clark                                   | Amanta Lordului Sinderby | Episodul Christmas Special 2014                       |
| Rick Bacon            | Mr. Henderson                                 | Proprietarul Mallerton Hall | Sezonul 6                                             |
| Philip Battley        | John Harding                                  | Soțul lui Gwen | Sezonul 6                                             |
| Nichola Burley        | Rita Bevan                                    | Șantajista Lady-ei Mary | Sezonul 6                                             |
| Trevor Cooper         | Mr. Moore                                     | Majordom la Rothwell Manor | Sezonul 6                                             |
| Rupert Frazer         | Neville Chamberlain                           | Politician | Sezonul 6                                             |
| Charlotte Hamblin     | Lady Anne Acland                              | Meseană invitată a Evelyn-ei Napier la restaurantul Criterion | Sezonul 6                                             |
| Christos Lawton       | Billy                                         | Membru al echipei Talbot și Rogers | Sezonul 6                                             |
| Adrian Lukis          | Sir John Darnley                              | Prieten al Familiei Crawley | Seria 6                                               |
| Mark Morrell          | Mr. Fairclough                                | Fermier pa Domeniul Grantham | Seria 6                                               |
| Ronald Pickup         | Sir Michael Reresby                           | Proprietar de domeniu | Sezonul 6                                             |
| Martin Walsh          | Mr. Finch                                     | Agent al Fat Stock Show | Sezonul 6                                             |
| James Greene          | Sir Mark Stiles                               | Angajator temporar al lui Thomas Barrow | Episodul Christmas Special 2015                       |
| Patricia Hodge        | Mirada Pelham                                 | Mama lui Bertie Pelham | Episodul Christmas Special 2015                       |

## Familia Crawley
|                                                      |                                                      |                                                      |                                                      |                                                      |                                                      |     |     |                                                                   |                                                                   |                                                                   |                                                                   |                                                                   |                                                                   |                                     |                                     |                                     |                                     |                                    |                                    |                                    |                                    | 3rd Earl of Grantham (deceased) | 3rd Earl of Grantham (deceased) | 3rd Earl of Grantham (deceased)                    | 3rd Earl of Grantham (deceased)                    | 3rd Earl of Grantham (deceased)                    | 3rd Earl of Grantham (deceased)                    |                                                    |                                                    | Countess of Grantham (deceased) | Countess of Grantham (deceased) | Countess of Grantham (deceased) | Countess of Grantham (deceased) | Countess of Grantham (deceased) | Countess of Grantham (deceased) |                                 |                                 |                                 |                                 |                                                            |                                                            |                                                            |                                                            |                                                            |                                                            |  |  |                                                |                                                |                                                |                                                |                                                |                                                |  |  |                                      |                                      |                                      |                                      |                                      |                                      |                             |                             |                                                   |                                                   |                                                   |                                                   |                                                   |                                                   |                 |                 |                          |                          |                          |                          |                          |                          |                   |                   |                                                  |                                                  |                                                  |                                                  |                                                  |                                                  |         |         |                                                  |                                                  |                                                  |                                                  |                                                  |                                                  |  |  |                             |                             |                             |                             |                             |                             |  |  |
|                                                      |                                                      |                                                      |                                                      |                                                      |                                                      |     |     |                                                                   |                                                                   |                                                                   |                                                                   |                                                                   |                                                                   |                                     |                                     |                                     |                                     |                                    |                                    |                                    |                                    | 3rd Earl of Grantham (deceased) | 3rd Earl of Grantham (deceased) | 3rd Earl of Grantham (deceased)                    | 3rd Earl of Grantham (deceased)                    | 3rd Earl of Grantham (deceased)                    | 3rd Earl of Grantham (deceased)                    |                                                    |                                                    | Countess of Grantham (deceased) | Countess of Grantham (deceased) | Countess of Grantham (deceased) | Countess of Grantham (deceased) | Countess of Grantham (deceased) | Countess of Grantham (deceased) |                                 |                                 |                                 |                                 |                                                            |                                                            |                                                            |                                                            |                                                            |                                                            |  |  |                                                |                                                |                                                |                                                |                                                |                                                |  |  |                                      |                                      |                                      |                                      |                                      |                                      |                             |                             |                                                   |                                                   |                                                   |                                                   |                                                   |                                                   |                 |                 |                          |                          |                          |                          |                          |                          |                   |                   |                                                  |                                                  |                                                  |                                                  |                                                  |                                                  |         |         |                                                  |                                                  |                                                  |                                                  |                                                  |                                                  |  |  |                             |                             |                             |                             |                             |                             |  |  |
|                                                      |                                                      |                                                      |                                                      |                                                      |                                                      |     |     |                                                                   |                                                                   |                                                                   |                                                                   |                                                                   |                                                                   |                                     |                                     |                                     |                                     |                                    |                                    |                                    |                                    |                                 |                                 |                                                    |                                                    |                                                    |                                                    |                                                    |                                                    |                                 |                                 |                                 |                                 |                                 |                                 |                                 |                                 |                                 |                                 |                                                            |                                                            |                                                            |                                                            |                                                            |                                                            |  |  |                                                |                                                |                                                |                                                |                                                |                                                |  |  |                                      |                                      |                                      |                                      |                                      |                                      |                             |                             |                                                   |                                                   |                                                   |                                                   |                                                   |                                                   |                 |                 |                          |                          |                          |                          |                          |                          |                   |                   |                                                  |                                                  |                                                  |                                                  |                                                  |                                                  |         |         |                                                  |                                                  |                                                  |                                                  |                                                  |                                                  |  |  |                             |                             |                             |                             |                             |                             |  |  |
|                                                      |                                                      |                                                      |                                                      |                                                      |                                                      |     |     |                                                                   |                                                                   |                                                                   |                                                                   |                                                                   |                                                                   |                                     |                                     |                                     |                                     |                                    |                                    |                                    |                                    |                                 |                                 |                                                    |                                                    |                                                    |                                                    |                                                    |                                                    |                                 |                                 |                                 |                                 |                                 |                                 |                                 |                                 |                                 |                                 |                                                            |                                                            |                                                            |                                                            |                                                            |                                                            |  |  |                                                |                                                |                                                |                                                |                                                |                                                |  |  |                                      |                                      |                                      |                                      |                                      |                                      |                             |                             |                                                   |                                                   |                                                   |                                                   |                                                   |                                                   |                 |                 |                          |                          |                          |                          |                          |                          |                   |                   |                                                  |                                                  |                                                  |                                                  |                                                  |                                                  |         |         |                                                  |                                                  |                                                  |                                                  |                                                  |                                                  |  |  |                             |                             |                             |                             |                             |                             |  |  |
| younger son                                          | younger son                                          | younger son                                          | younger son                                          | younger son                                          | younger son                                          |     |     | wife                                                              | wife                                                              | wife                                                              | wife                                                              | wife                                                              | wife                                                              |                                     |                                     |                                     |                                     |                                    |                                    |                                    |                                    |                                 |                                 |                                                    |                                                    | 4th Earl of Grantham (deceased)                    | 4th Earl of Grantham (deceased)                    | 4th Earl of Grantham (deceased)                    | 4th Earl of Grantham (deceased)                    | 4th Earl of Grantham (deceased) | 4th Earl of Grantham (deceased) |                                 |                                 | Countess of Grantham (deceased) | Countess of Grantham (deceased) | Countess of Grantham (deceased) | Countess of Grantham (deceased) | Countess of Grantham (deceased) | Countess of Grantham (deceased) |                                                            |                                                            |                                                            |                                                            |                                                            |                                                            |  |  |                                                |                                                |                                                |                                                |                                                |                                                |  |  |                                      |                                      |                                      |                                      |                                      |                                      |                             |                             |                                                   |                                                   |                                                   |                                                   |                                                   |                                                   |                 |                 |                          |                          |                          |                          |                          |                          |                   |                   |                                                  |                                                  |                                                  |                                                  |                                                  |                                                  |         |         |                                                  |                                                  |                                                  |                                                  |                                                  |                                                  |  |  |                             |                             |                             |                             |                             |                             |  |  |
| younger son                                          | younger son                                          | younger son                                          | younger son                                          | younger son                                          | younger son                                          |     |     | wife                                                              | wife                                                              | wife                                                              | wife                                                              | wife                                                              | wife                                                              |                                     |                                     |                                     |                                     |                                    |                                    |                                    |                                    |                                 |                                 |                                                    |                                                    | 4th Earl of Grantham (deceased)                    | 4th Earl of Grantham (deceased)                    | 4th Earl of Grantham (deceased)                    | 4th Earl of Grantham (deceased)                    | 4th Earl of Grantham (deceased) | 4th Earl of Grantham (deceased) |                                 |                                 | Countess of Grantham (deceased) | Countess of Grantham (deceased) | Countess of Grantham (deceased) | Countess of Grantham (deceased) | Countess of Grantham (deceased) | Countess of Grantham (deceased) |                                                            |                                                            |                                                            |                                                            |                                                            |                                                            |  |  |                                                |                                                |                                                |                                                |                                                |                                                |  |  |                                      |                                      |                                      |                                      |                                      |                                      |                             |                             |                                                   |                                                   |                                                   |                                                   |                                                   |                                                   |                 |                 |                          |                          |                          |                          |                          |                          |                   |                   |                                                  |                                                  |                                                  |                                                  |                                                  |                                                  |         |         |                                                  |                                                  |                                                  |                                                  |                                                  |                                                  |  |  |                             |                             |                             |                             |                             |                             |  |  |
|                                                      |                                                      |                                                      |                                                      |                                                      |                                                      |     |     |                                                                   |                                                                   |                                                                   |                                                                   |                                                                   |                                                                   |                                     |                                     |                                     |                                     |                                    |                                    |                                    |                                    |                                 |                                 |                                                    |                                                    |                                                    |                                                    |                                                    |                                                    |                                 |                                 |                                 |                                 |                                 |                                 |                                 |                                 |                                 |                                 |                                                            |                                                            |                                                            |                                                            |                                                            |                                                            |  |  |                                                |                                                |                                                |                                                |                                                |                                                |  |  |                                      |                                      |                                      |                                      |                                      |                                      |                             |                             |                                                   |                                                   |                                                   |                                                   |                                                   |                                                   |                 |                 |                          |                          |                          |                          |                          |                          |                   |                   |                                                  |                                                  |                                                  |                                                  |                                                  |                                                  |         |         |                                                  |                                                  |                                                  |                                                  |                                                  |                                                  |  |  |                             |                             |                             |                             |                             |                             |  |  |
|                                                      |                                                      |                                                      |                                                      | son                                                  | son                                                  | son | son | son                                                               | son                                                               |                                                                   |                                                                   | wife                                                              | wife                                                              | wife                                | wife                                | wife                                | wife                                |                                    |                                    |                                    |                                    |                                 |                                 |                                                    |                                                    |                                                    |                                                    | 5th Earl of Grantham (deceased)                    | 5th Earl of Grantham (deceased)                    | 5th Earl of Grantham (deceased) | 5th Earl of Grantham (deceased) | 5th Earl of Grantham (deceased) | 5th Earl of Grantham (deceased) |                                 |                                 | Countess of Grantham (deceased) | Countess of Grantham (deceased) | Countess of Grantham (deceased) | Countess of Grantham (deceased) | Countess of Grantham (deceased)                            | Countess of Grantham (deceased)                            |                                                            |                                                            |                                                            |                                                            |  |  |                                                |                                                |                                                |                                                |                                                |                                                |  |  |                                      |                                      |                                      |                                      |                                      |                                      |                             |                             |                                                   |                                                   |                                                   |                                                   |                                                   |                                                   |                 |                 |                          |                          |                          |                          |                          |                          |                   |                   |                                                  |                                                  |                                                  |                                                  |                                                  |                                                  |         |         |                                                  |                                                  |                                                  |                                                  |                                                  |                                                  |  |  |                             |                             |                             |                             |                             |                             |  |  |
|                                                      |                                                      |                                                      |                                                      | son                                                  | son                                                  | son | son | son                                                               | son                                                               |                                                                   |                                                                   | wife                                                              | wife                                                              | wife                                | wife                                | wife                                | wife                                |                                    |                                    |                                    |                                    |                                 |                                 |                                                    |                                                    |                                                    |                                                    | 5th Earl of Grantham (deceased)                    | 5th Earl of Grantham (deceased)                    | 5th Earl of Grantham (deceased) | 5th Earl of Grantham (deceased) | 5th Earl of Grantham (deceased) | 5th Earl of Grantham (deceased) |                                 |                                 | Countess of Grantham (deceased) | Countess of Grantham (deceased) | Countess of Grantham (deceased) | Countess of Grantham (deceased) | Countess of Grantham (deceased)                            | Countess of Grantham (deceased)                            |                                                            |                                                            |                                                            |                                                            |  |  |                                                |                                                |                                                |                                                |                                                |                                                |  |  |                                      |                                      |                                      |                                      |                                      |                                      |                             |                             |                                                   |                                                   |                                                   |                                                   |                                                   |                                                   |                 |                 |                          |                          |                          |                          |                          |                          |                   |                   |                                                  |                                                  |                                                  |                                                  |                                                  |                                                  |         |         |                                                  |                                                  |                                                  |                                                  |                                                  |                                                  |  |  |                             |                             |                             |                             |                             |                             |  |  |
|                                                      |                                                      |                                                      |                                                      |                                                      |                                                      |     |     |                                                                   |                                                                   |                                                                   |                                                                   |                                                                   |                                                                   |                                     |                                     |                                     |                                     |                                    |                                    |                                    |                                    |                                 |                                 |                                                    |                                                    |                                                    |                                                    |                                                    |                                                    |                                 |                                 |                                 |                                 |                                 |                                 |                                 |                                 |                                 |                                 |                                                            |                                                            |                                                            |                                                            |                                                            |                                                            |  |  |                                                |                                                |                                                |                                                |                                                |                                                |  |  |                                      |                                      |                                      |                                      |                                      |                                      |                             |                             |                                                   |                                                   |                                                   |                                                   |                                                   |                                                   |                 |                 |                          |                          |                          |                          |                          |                          |                   |                   |                                                  |                                                  |                                                  |                                                  |                                                  |                                                  |         |         |                                                  |                                                  |                                                  |                                                  |                                                  |                                                  |  |  |                             |                             |                             |                             |                             |                             |  |  |
|                                                      |                                                      |                                                      |                                                      |                                                      |                                                      |     |     |                                                                   |                                                                   |                                                                   |                                                                   |                                                                   |                                                                   |                                     |                                     |                                     |                                     |                                    |                                    |                                    |                                    |                                 |                                 |                                                    |                                                    |                                                    |                                                    |                                                    |                                                    |                                 |                                 |                                 |                                 |                                 |                                 |                                 |                                 |                                 |                                 |                                                            |                                                            |                                                            |                                                            |                                                            |                                                            |  |  |                                                |                                                |                                                |                                                |                                                |                                                |  |  |                                      |                                      |                                      |                                      |                                      |                                      |                             |                             |                                                   |                                                   |                                                   |                                                   |                                                   |                                                   |                 |                 |                          |                          |                          |                          |                          |                          |                   |                   |                                                  |                                                  |                                                  |                                                  |                                                  |                                                  |         |         |                                                  |                                                  |                                                  |                                                  |                                                  |                                                  |  |  |                             |                             |                             |                             |                             |                             |  |  |
|                                                      |                                                      |                                                      |                                                      |                                                      |                                                      |     |     | son                                                               | son                                                               | son                                                               | son                                                               | son                                                               | son                                                               |                                     |                                     | wife                                | wife                                | wife                               | wife                               | wife                               | wife                               |                                 |                                 | younger son                                        | younger son                                        | younger son                                        | younger son                                        | younger son                                        | younger son                                        |                                 |                                 | wife                            | wife                            | wife                            | wife                            | wife                            | wife                            |                                 |                                 | 6th Earl of Grantham (deceased)                            | 6th Earl of Grantham (deceased)                            | 6th Earl of Grantham (deceased)                            | 6th Earl of Grantham (deceased)                            | 6th Earl of Grantham (deceased)                            | 6th Earl of Grantham (deceased)                            |  |  | Violet Crawley, Dowager Countess of Grantham   | Violet Crawley, Dowager Countess of Grantham   | Violet Crawley, Dowager Countess of Grantham   | Violet Crawley, Dowager Countess of Grantham   | Violet Crawley, Dowager Countess of Grantham   | Violet Crawley, Dowager Countess of Grantham   |  |  |                                      |                                      |                                      |                                      | Isidore Levinson (deceased)          | Isidore Levinson (deceased)          | Isidore Levinson (deceased) | Isidore Levinson (deceased) | Isidore Levinson (deceased)                       | Isidore Levinson (deceased)                       |                                                   |                                                   | Martha Levinson                                   | Martha Levinson                                   | Martha Levinson | Martha Levinson | Martha Levinson          | Martha Levinson          |                          |                          | Roberta                  | Roberta                  | Roberta           | Roberta           | Roberta                                          | Roberta                                          |                                                  |                                                  | husband                                          | husband                                          | husband | husband | husband                                          | husband                                          |                                                  |                                                  |                                                  |                                                  |  |  |                             |                             |                             |                             |                             |                             |  |  |
|                                                      |                                                      |                                                      |                                                      |                                                      |                                                      |     |     | son                                                               | son                                                               | son                                                               | son                                                               | son                                                               | son                                                               |                                     |                                     | wife                                | wife                                | wife                               | wife                               | wife                               | wife                               |                                 |                                 | younger son                                        | younger son                                        | younger son                                        | younger son                                        | younger son                                        | younger son                                        |                                 |                                 | wife                            | wife                            | wife                            | wife                            | wife                            | wife                            |                                 |                                 | 6th Earl of Grantham (deceased)                            | 6th Earl of Grantham (deceased)                            | 6th Earl of Grantham (deceased)                            | 6th Earl of Grantham (deceased)                            | 6th Earl of Grantham (deceased)                            | 6th Earl of Grantham (deceased)                            |  |  | Violet Crawley, Dowager Countess of Grantham   | Violet Crawley, Dowager Countess of Grantham   | Violet Crawley, Dowager Countess of Grantham   | Violet Crawley, Dowager Countess of Grantham   | Violet Crawley, Dowager Countess of Grantham   | Violet Crawley, Dowager Countess of Grantham   |  |  |                                      |                                      |                                      |                                      | Isidore Levinson (deceased)          | Isidore Levinson (deceased)          | Isidore Levinson (deceased) | Isidore Levinson (deceased) | Isidore Levinson (deceased)                       | Isidore Levinson (deceased)                       |                                                   |                                                   | Martha Levinson                                   | Martha Levinson                                   | Martha Levinson | Martha Levinson | Martha Levinson          | Martha Levinson          |                          |                          | Roberta                  | Roberta                  | Roberta           | Roberta           | Roberta                                          | Roberta                                          |                                                  |                                                  | husband                                          | husband                                          | husband | husband | husband                                          | husband                                          |                                                  |                                                  |                                                  |                                                  |  |  |                             |                             |                             |                             |                             |                             |  |  |
|                                                      |                                                      |                                                      |                                                      |                                                      |                                                      |     |     |                                                                   |                                                                   |                                                                   |                                                                   |                                                                   |                                                                   |                                     |                                     |                                     |                                     |                                    |                                    |                                    |                                    |                                 |                                 |                                                    |                                                    |                                                    |                                                    |                                                    |                                                    |                                 |                                 |                                 |                                 |                                 |                                 |                                 |                                 |                                 |                                 |                                                            |                                                            |                                                            |                                                            |                                                            |                                                            |  |  |                                                |                                                |                                                |                                                |                                                |                                                |  |  |                                      |                                      |                                      |                                      |                                      |                                      |                             |                             |                                                   |                                                   |                                                   |                                                   |                                                   |                                                   |                 |                 |                          |                          |                          |                          |                          |                          |                   |                   |                                                  |                                                  |                                                  |                                                  |                                                  |                                                  |         |         |                                                  |                                                  |                                                  |                                                  |                                                  |                                                  |  |  |                             |                             |                             |                             |                             |                             |  |  |
|                                                      |                                                      |                                                      |                                                      |                                                      |                                                      |     |     |                                                                   |                                                                   |                                                                   |                                                                   |                                                                   |                                                                   |                                     |                                     |                                     |                                     |                                    |                                    |                                    |                                    |                                 |                                 |                                                    |                                                    |                                                    |                                                    |                                                    |                                                    |                                 |                                 |                                 |                                 |                                 |                                 |                                 |                                 |                                 |                                 |                                                            |                                                            |                                                            |                                                            |                                                            |                                                            |  |  |                                                |                                                |                                                |                                                |                                                |                                                |  |  |                                      |                                      |                                      |                                      |                                      |                                      |                             |                             |                                                   |                                                   |                                                   |                                                   |                                                   |                                                   |                 |                 |                          |                          |                          |                          |                          |                          |                   |                   |                                                  |                                                  |                                                  |                                                  |                                                  |                                                  |         |         |                                                  |                                                  |                                                  |                                                  |                                                  |                                                  |  |  |                             |                             |                             |                             |                             |                             |  |  |
| Dr. Reginald Crawley (deceased)                      | Dr. Reginald Crawley (deceased)                      | Dr. Reginald Crawley (deceased)                      | Dr. Reginald Crawley (deceased)                      | Dr. Reginald Crawley (deceased)                      | Dr. Reginald Crawley (deceased)                      |     |     | Isobel Grey (formerly Mrs. Crawley, née Turnbull) Baroness Merton | Isobel Grey (formerly Mrs. Crawley, née Turnbull) Baroness Merton | Isobel Grey (formerly Mrs. Crawley, née Turnbull) Baroness Merton | Isobel Grey (formerly Mrs. Crawley, née Turnbull) Baroness Merton | Isobel Grey (formerly Mrs. Crawley, née Turnbull) Baroness Merton | Isobel Grey (formerly Mrs. Crawley, née Turnbull) Baroness Merton |                                     |                                     | Richard "Dickie" Grey Baron Merton  | Richard "Dickie" Grey Baron Merton  | Richard "Dickie" Grey Baron Merton | Richard "Dickie" Grey Baron Merton | Richard "Dickie" Grey Baron Merton | Richard "Dickie" Grey Baron Merton |                                 |                                 | James Crawley 1st heir presumptive (presumed dead) | James Crawley 1st heir presumptive (presumed dead) | James Crawley 1st heir presumptive (presumed dead) | James Crawley 1st heir presumptive (presumed dead) | James Crawley 1st heir presumptive (presumed dead) | James Crawley 1st heir presumptive (presumed dead) |                                 |                                 | wife                            | wife                            | wife                            | wife                            | wife                            | wife                            |                                 |                                 | Lady Rosamund Painswick (née Crawley)                      | Lady Rosamund Painswick (née Crawley)                      | Lady Rosamund Painswick (née Crawley)                      | Lady Rosamund Painswick (née Crawley)                      | Lady Rosamund Painswick (née Crawley)                      | Lady Rosamund Painswick (née Crawley)                      |  |  | Marmaduke Painswick (deceased)                 | Marmaduke Painswick (deceased)                 | Marmaduke Painswick (deceased)                 | Marmaduke Painswick (deceased)                 | Marmaduke Painswick (deceased)                 | Marmaduke Painswick (deceased)                 |  |  | Robert Crawley, 7th Earl of Grantham | Robert Crawley, 7th Earl of Grantham | Robert Crawley, 7th Earl of Grantham | Robert Crawley, 7th Earl of Grantham | Robert Crawley, 7th Earl of Grantham | Robert Crawley, 7th Earl of Grantham |                             |                             | Cora Crawley, Countess of Grantham (née Levinson) | Cora Crawley, Countess of Grantham (née Levinson) | Cora Crawley, Countess of Grantham (née Levinson) | Cora Crawley, Countess of Grantham (née Levinson) | Cora Crawley, Countess of Grantham (née Levinson) | Cora Crawley, Countess of Grantham (née Levinson) |                 |                 | Harold Levinson          | Harold Levinson          | Harold Levinson          | Harold Levinson          | Harold Levinson          | Harold Levinson          |                   |                   | Susan MacClare, Former Marchioness of Flintshire | Susan MacClare, Former Marchioness of Flintshire | Susan MacClare, Former Marchioness of Flintshire | Susan MacClare, Former Marchioness of Flintshire | Susan MacClare, Former Marchioness of Flintshire | Susan MacClare, Former Marchioness of Flintshire |         |         | Hugh "Shrimpie" MacClare, Marquess of Flintshire | Hugh "Shrimpie" MacClare, Marquess of Flintshire | Hugh "Shrimpie" MacClare, Marquess of Flintshire | Hugh "Shrimpie" MacClare, Marquess of Flintshire | Hugh "Shrimpie" MacClare, Marquess of Flintshire | Hugh "Shrimpie" MacClare, Marquess of Flintshire |  |  |                             |                             |                             |                             |                             |                             |  |  |
| Dr. Reginald Crawley (deceased)                      | Dr. Reginald Crawley (deceased)                      | Dr. Reginald Crawley (deceased)                      | Dr. Reginald Crawley (deceased)                      | Dr. Reginald Crawley (deceased)                      | Dr. Reginald Crawley (deceased)                      |     |     | Isobel Grey (formerly Mrs. Crawley, née Turnbull) Baroness Merton | Isobel Grey (formerly Mrs. Crawley, née Turnbull) Baroness Merton | Isobel Grey (formerly Mrs. Crawley, née Turnbull) Baroness Merton | Isobel Grey (formerly Mrs. Crawley, née Turnbull) Baroness Merton | Isobel Grey (formerly Mrs. Crawley, née Turnbull) Baroness Merton | Isobel Grey (formerly Mrs. Crawley, née Turnbull) Baroness Merton |                                     |                                     | Richard "Dickie" Grey Baron Merton  | Richard "Dickie" Grey Baron Merton  | Richard "Dickie" Grey Baron Merton | Richard "Dickie" Grey Baron Merton | Richard "Dickie" Grey Baron Merton | Richard "Dickie" Grey Baron Merton |                                 |                                 | James Crawley 1st heir presumptive (presumed dead) | James Crawley 1st heir presumptive (presumed dead) | James Crawley 1st heir presumptive (presumed dead) | James Crawley 1st heir presumptive (presumed dead) | James Crawley 1st heir presumptive (presumed dead) | James Crawley 1st heir presumptive (presumed dead) |                                 |                                 | wife                            | wife                            | wife                            | wife                            | wife                            | wife                            |                                 |                                 | Lady Rosamund Painswick (née Crawley)                      | Lady Rosamund Painswick (née Crawley)                      | Lady Rosamund Painswick (née Crawley)                      | Lady Rosamund Painswick (née Crawley)                      | Lady Rosamund Painswick (née Crawley)                      | Lady Rosamund Painswick (née Crawley)                      |  |  | Marmaduke Painswick (deceased)                 | Marmaduke Painswick (deceased)                 | Marmaduke Painswick (deceased)                 | Marmaduke Painswick (deceased)                 | Marmaduke Painswick (deceased)                 | Marmaduke Painswick (deceased)                 |  |  | Robert Crawley, 7th Earl of Grantham | Robert Crawley, 7th Earl of Grantham | Robert Crawley, 7th Earl of Grantham | Robert Crawley, 7th Earl of Grantham | Robert Crawley, 7th Earl of Grantham | Robert Crawley, 7th Earl of Grantham |                             |                             | Cora Crawley, Countess of Grantham (née Levinson) | Cora Crawley, Countess of Grantham (née Levinson) | Cora Crawley, Countess of Grantham (née Levinson) | Cora Crawley, Countess of Grantham (née Levinson) | Cora Crawley, Countess of Grantham (née Levinson) | Cora Crawley, Countess of Grantham (née Levinson) |                 |                 | Harold Levinson          | Harold Levinson          | Harold Levinson          | Harold Levinson          | Harold Levinson          | Harold Levinson          |                   |                   | Susan MacClare, Former Marchioness of Flintshire | Susan MacClare, Former Marchioness of Flintshire | Susan MacClare, Former Marchioness of Flintshire | Susan MacClare, Former Marchioness of Flintshire | Susan MacClare, Former Marchioness of Flintshire | Susan MacClare, Former Marchioness of Flintshire |         |         | Hugh "Shrimpie" MacClare, Marquess of Flintshire | Hugh "Shrimpie" MacClare, Marquess of Flintshire | Hugh "Shrimpie" MacClare, Marquess of Flintshire | Hugh "Shrimpie" MacClare, Marquess of Flintshire | Hugh "Shrimpie" MacClare, Marquess of Flintshire | Hugh "Shrimpie" MacClare, Marquess of Flintshire |  |  |                             |                             |                             |                             |                             |                             |  |  |
|                                                      |                                                      |                                                      |                                                      |                                                      |                                                      |     |     |                                                                   |                                                                   |                                                                   |                                                                   |                                                                   |                                                                   |                                     |                                     |                                     |                                     |                                    |                                    |                                    |                                    |                                 |                                 |                                                    |                                                    |                                                    |                                                    |                                                    |                                                    |                                 |                                 |                                 |                                 |                                 |                                 |                                 |                                 |                                 |                                 |                                                            |                                                            |                                                            |                                                            |                                                            |                                                            |  |  |                                                |                                                |                                                |                                                |                                                |                                                |  |  |                                      |                                      |                                      |                                      |                                      |                                      |                             |                             |                                                   |                                                   |                                                   |                                                   |                                                   |                                                   |                 |                 |                          |                          |                          |                          |                          |                          |                   |                   |                                                  |                                                  |                                                  |                                                  |                                                  |                                                  |         |         |                                                  |                                                  |                                                  |                                                  |                                                  |                                                  |  |  |                             |                             |                             |                             |                             |                             |  |  |
|                                                      |                                                      |                                                      |                                                      |                                                      |                                                      |     |     |                                                                   |                                                                   |                                                                   |                                                                   |                                                                   |                                                                   |                                     |                                     |                                     |                                     |                                    |                                    |                                    |                                    |                                 |                                 |                                                    |                                                    |                                                    |                                                    |                                                    |                                                    |                                 |                                 |                                 |                                 |                                 |                                 |                                 |                                 |                                 |                                 |                                                            |                                                            |                                                            |                                                            |                                                            |                                                            |  |  |                                                |                                                |                                                |                                                |                                                |                                                |  |  |                                      |                                      |                                      |                                      |                                      |                                      |                             |                             |                                                   |                                                   |                                                   |                                                   |                                                   |                                                   |                 |                 |                          |                          |                          |                          |                          |                          |                   |                   |                                                  |                                                  |                                                  |                                                  |                                                  |                                                  |         |         |                                                  |                                                  |                                                  |                                                  |                                                  |                                                  |  |  |                             |                             |                             |                             |                             |                             |  |  |
|                                                      |                                                      |                                                      |                                                      |                                                      |                                                      |     |     |                                                                   |                                                                   |                                                                   |                                                                   |                                                                   |                                                                   |                                     |                                     |                                     |                                     |                                    |                                    |                                    |                                    |                                 |                                 |                                                    |                                                    |                                                    |                                                    |                                                    |                                                    |                                 |                                 |                                 |                                 |                                 |                                 |                                 |                                 |                                 |                                 |                                                            |                                                            |                                                            |                                                            |                                                            |                                                            |  |  |                                                |                                                |                                                |                                                |                                                |                                                |  |  |                                      |                                      |                                      |                                      |                                      |                                      |                             |                             |                                                   |                                                   |                                                   |                                                   |                                                   |                                                   |                 |                 |                          |                          |                          |                          |                          |                          |                   |                   |                                                  |                                                  |                                                  |                                                  |                                                  |                                                  |         |         |                                                  |                                                  |                                                  |                                                  |                                                  |                                                  |  |  |                             |                             |                             |                             |                             |                             |  |  |
|                                                      |                                                      |                                                      |                                                      |                                                      |                                                      |     |     |                                                                   |                                                                   |                                                                   |                                                                   |                                                                   |                                                                   |                                     |                                     |                                     |                                     |                                    |                                    |                                    |                                    |                                 |                                 |                                                    |                                                    |                                                    |                                                    |                                                    |                                                    |                                 |                                 |                                 |                                 |                                 |                                 |                                 |                                 |                                 |                                 |                                                            |                                                            |                                                            |                                                            |                                                            |                                                            |  |  |                                                |                                                |                                                |                                                |                                                |                                                |  |  |                                      |                                      |                                      |                                      |                                      |                                      |                             |                             |                                                   |                                                   |                                                   |                                                   |                                                   |                                                   |                 |                 |                          |                          |                          |                          |                          |                          |                   |                   |                                                  |                                                  |                                                  |                                                  |                                                  |                                                  |         |         |                                                  |                                                  |                                                  |                                                  |                                                  |                                                  |  |  |                             |                             |                             |                             |                             |                             |  |  |
| Patrick Crawley 2nd heir presumptive (presumed dead) | Patrick Crawley 2nd heir presumptive (presumed dead) | Patrick Crawley 2nd heir presumptive (presumed dead) | Patrick Crawley 2nd heir presumptive (presumed dead) | Patrick Crawley 2nd heir presumptive (presumed dead) | Patrick Crawley 2nd heir presumptive (presumed dead) |     |     | Matthew Crawley 3rd heir presumptive (deceased)                   | Matthew Crawley 3rd heir presumptive (deceased)                   | Matthew Crawley 3rd heir presumptive (deceased)                   | Matthew Crawley 3rd heir presumptive (deceased)                   | Matthew Crawley 3rd heir presumptive (deceased)                   | Matthew Crawley 3rd heir presumptive (deceased)                   |                                     |                                     | Lady Mary Talbot (née Crawley)      | Lady Mary Talbot (née Crawley)      | Lady Mary Talbot (née Crawley)     | Lady Mary Talbot (née Crawley)     | Lady Mary Talbot (née Crawley)     | Lady Mary Talbot (née Crawley)     |                                 |                                 | Henry Talbot                                       | Henry Talbot                                       | Henry Talbot                                       | Henry Talbot                                       | Henry Talbot                                       | Henry Talbot                                       |                                 |                                 | Michael Gregson (deceased)      | Michael Gregson (deceased)      | Michael Gregson (deceased)      | Michael Gregson (deceased)      | Michael Gregson (deceased)      | Michael Gregson (deceased)      |                                 |                                 | Edith Pelham (née Lady Edith Crawley) Marchioness of Hexam | Edith Pelham (née Lady Edith Crawley) Marchioness of Hexam | Edith Pelham (née Lady Edith Crawley) Marchioness of Hexam | Edith Pelham (née Lady Edith Crawley) Marchioness of Hexam | Edith Pelham (née Lady Edith Crawley) Marchioness of Hexam | Edith Pelham (née Lady Edith Crawley) Marchioness of Hexam |  |  | Herbert "Bertie" Pelham 5th Marquess of Hexham | Herbert "Bertie" Pelham 5th Marquess of Hexham | Herbert "Bertie" Pelham 5th Marquess of Hexham | Herbert "Bertie" Pelham 5th Marquess of Hexham | Herbert "Bertie" Pelham 5th Marquess of Hexham | Herbert "Bertie" Pelham 5th Marquess of Hexham |  |  | Tom Branson                          | Tom Branson                          | Tom Branson                          | Tom Branson                          | Tom Branson                          | Tom Branson                          |                             |                             | Lady Sybil Branson (deceased)                     | Lady Sybil Branson (deceased)                     | Lady Sybil Branson (deceased)                     | Lady Sybil Branson (deceased)                     | Lady Sybil Branson (deceased)                     | Lady Sybil Branson (deceased)                     |                 |                 | The Hon Atticus Aldridge | The Hon Atticus Aldridge | The Hon Atticus Aldridge | The Hon Atticus Aldridge | The Hon Atticus Aldridge | The Hon Atticus Aldridge |                   |                   | Lady Rose Aldridge (née MacClare)                | Lady Rose Aldridge (née MacClare)                | Lady Rose Aldridge (née MacClare)                | Lady Rose Aldridge (née MacClare)                | Lady Rose Aldridge (née MacClare)                | Lady Rose Aldridge (née MacClare)                |         |         | James MacClare                                   | James MacClare                                   | James MacClare                                   | James MacClare                                   | James MacClare                                   | James MacClare                                   |  |  | Lady Abigail (née MacClare) | Lady Abigail (née MacClare) | Lady Abigail (née MacClare) | Lady Abigail (née MacClare) | Lady Abigail (née MacClare) | Lady Abigail (née MacClare) |  |  |
| Patrick Crawley 2nd heir presumptive (presumed dead) | Patrick Crawley 2nd heir presumptive (presumed dead) | Patrick Crawley 2nd heir presumptive (presumed dead) | Patrick Crawley 2nd heir presumptive (presumed dead) | Patrick Crawley 2nd heir presumptive (presumed dead) | Patrick Crawley 2nd heir presumptive (presumed dead) |     |     | Matthew Crawley 3rd heir presumptive (deceased)                   | Matthew Crawley 3rd heir presumptive (deceased)                   | Matthew Crawley 3rd heir presumptive (deceased)                   | Matthew Crawley 3rd heir presumptive (deceased)                   | Matthew Crawley 3rd heir presumptive (deceased)                   | Matthew Crawley 3rd heir presumptive (deceased)                   |                                     |                                     | Lady Mary Talbot (née Crawley)      | Lady Mary Talbot (née Crawley)      | Lady Mary Talbot (née Crawley)     | Lady Mary Talbot (née Crawley)     | Lady Mary Talbot (née Crawley)     | Lady Mary Talbot (née Crawley)     |                                 |                                 | Henry Talbot                                       | Henry Talbot                                       | Henry Talbot                                       | Henry Talbot                                       | Henry Talbot                                       | Henry Talbot                                       |                                 |                                 | Michael Gregson (deceased)      | Michael Gregson (deceased)      | Michael Gregson (deceased)      | Michael Gregson (deceased)      | Michael Gregson (deceased)      | Michael Gregson (deceased)      |                                 |                                 | Edith Pelham (née Lady Edith Crawley) Marchioness of Hexam | Edith Pelham (née Lady Edith Crawley) Marchioness of Hexam | Edith Pelham (née Lady Edith Crawley) Marchioness of Hexam | Edith Pelham (née Lady Edith Crawley) Marchioness of Hexam | Edith Pelham (née Lady Edith Crawley) Marchioness of Hexam | Edith Pelham (née Lady Edith Crawley) Marchioness of Hexam |  |  | Herbert "Bertie" Pelham 5th Marquess of Hexham | Herbert "Bertie" Pelham 5th Marquess of Hexham | Herbert "Bertie" Pelham 5th Marquess of Hexham | Herbert "Bertie" Pelham 5th Marquess of Hexham | Herbert "Bertie" Pelham 5th Marquess of Hexham | Herbert "Bertie" Pelham 5th Marquess of Hexham |  |  | Tom Branson                          | Tom Branson                          | Tom Branson                          | Tom Branson                          | Tom Branson                          | Tom Branson                          |                             |                             | Lady Sybil Branson (deceased)                     | Lady Sybil Branson (deceased)                     | Lady Sybil Branson (deceased)                     | Lady Sybil Branson (deceased)                     | Lady Sybil Branson (deceased)                     | Lady Sybil Branson (deceased)                     |                 |                 | The Hon Atticus Aldridge | The Hon Atticus Aldridge | The Hon Atticus Aldridge | The Hon Atticus Aldridge | The Hon Atticus Aldridge | The Hon Atticus Aldridge |                   |                   | Lady Rose Aldridge (née MacClare)                | Lady Rose Aldridge (née MacClare)                | Lady Rose Aldridge (née MacClare)                | Lady Rose Aldridge (née MacClare)                | Lady Rose Aldridge (née MacClare)                | Lady Rose Aldridge (née MacClare)                |         |         | James MacClare                                   | James MacClare                                   | James MacClare                                   | James MacClare                                   | James MacClare                                   | James MacClare                                   |  |  | Lady Abigail (née MacClare) | Lady Abigail (née MacClare) | Lady Abigail (née MacClare) | Lady Abigail (née MacClare) | Lady Abigail (née MacClare) | Lady Abigail (née MacClare) |  |  |
|                                                      |                                                      |                                                      |                                                      |                                                      |                                                      |     |     |                                                                   |                                                                   |                                                                   |                                                                   |                                                                   |                                                                   |                                     |                                     |                                     |                                     |                                    |                                    |                                    |                                    |                                 |                                 |                                                    |                                                    |                                                    |                                                    |                                                    |                                                    |                                 |                                 |                                 |                                 |                                 |                                 |                                 |                                 |                                 |                                 |                                                            |                                                            |                                                            |                                                            |                                                            |                                                            |  |  |                                                |                                                |                                                |                                                |                                                |                                                |  |  |                                      |                                      |                                      |                                      |                                      |                                      |                             |                             |                                                   |                                                   |                                                   |                                                   |                                                   |                                                   |                 |                 |                          |                          |                          |                          |                          |                          |                   |                   |                                                  |                                                  |                                                  |                                                  |                                                  |                                                  |         |         |                                                  |                                                  |                                                  |                                                  |                                                  |                                                  |  |  |                             |                             |                             |                             |                             |                             |  |  |
|                                                      |                                                      |                                                      |                                                      |                                                      |                                                      |     |     |                                                                   |                                                                   |                                                                   |                                                                   | George Crawley 4th heir presumptive                               | George Crawley 4th heir presumptive                               | George Crawley 4th heir presumptive | George Crawley 4th heir presumptive | George Crawley 4th heir presumptive | George Crawley 4th heir presumptive |                                    |                                    | ?                                  | ?                                  | ?                               | ?                               | ?                                                  | ?                                                  |                                                    |                                                    |                                                    |                                                    |                                 |                                 |                                 |                                 |                                 |                                 | Marigold Crawley Illegitimate   | Marigold Crawley Illegitimate   | Marigold Crawley Illegitimate   | Marigold Crawley Illegitimate   | Marigold Crawley Illegitimate                              | Marigold Crawley Illegitimate                              |                                                            |                                                            |                                                            |                                                            |  |  |                                                |                                                |                                                |                                                |                                                |                                                |  |  |                                      |                                      |                                      |                                      | Sybil Branson                        | Sybil Branson                        | Sybil Branson               | Sybil Branson               | Sybil Branson                                     | Sybil Branson                                     |                                                   |                                                   |                                                   |                                                   |                 |                 |                          |                          |                          |                          | Victoria Aldridge        | Victoria Aldridge        | Victoria Aldridge | Victoria Aldridge | Victoria Aldridge                                | Victoria Aldridge                                |                                                  |                                                  |                                                  |                                                  |         |         |                                                  |                                                  |                                                  |                                                  |                                                  |                                                  |  |  |                             |                             |                             |                             |                             |                             |  |  |

### Robert Crawley, Earl of Grantham
Robert Crawley, The 7th Earl of Grantham (formula de adresare, Count of Grantham, de asemenea cunoscut ca Lord Grantham) (interpretat de Hugh Bonneville) s-a născut în 1866 la Downton Abbey.
Părinții lui Robert erau cel de-al 6-lea Conte de Grantham (the late 6th Earl of Grantham) și al Contesei de Grantham (the Dowager Countess of Grantham), Violet Crawley. Are o soră, Rosamund (Lady Rosamund Painswick), la rândul său văduvă, precum mama sa, Violet. Educația lui Robert a fost privilegiată, urmând o pregătire acasă între 7 și 13 ani, înainte de a urma colegiile Eton și apoi en:Christ Church, Oxford, unde a studiat filozofia.

### Cora Crawley, Countess of Grantham
Cora Crawley (născută Levinson) (interpretată de Elizabeth McGovern), formula de adresare, The Countess of Grantham ori Lady Grantham, s-a născut în 1868 ca fiică a lui Isidore Levinson, un comerciant evreu american milionar și a Marthei Levinson (neconvertită la iudaism). Cora s-a căsătorit cu Robert în 1890, la 22 de ani. Este mama a trei fete, Mary, Edith și Sybil.
Rolul a fost oferit inițial actriței Gillian Anderson, care l-a refuzat.

### Violet Crawley, Dowager Countess of Grantham
Violet Crawley (The Dowager Countess of Grantham) (interpretată de Maggie Smith) este mama lui Robert și a lui Rosamund, văduvă a contelui anterior. Violet s-a născut în 1842 ca fiică a unui baron. Violet are o soră (care nu apare deloc în serial), a cărei fiică, Susan, nepoată a Violet-ei, este căsătorită cu Marchizul de Flintshire, cunoscut în familie ca Shrimpy.
Violet este prezentată la începutul serialului ca fiind văduva fostului Lord of Grantham, o femeie puternică, „reprezentantă tipică” a aristocrației epocii victoriene, care nu a lucrat nici măcar o zi în întreaga sa viață, care nu știe ce este un "week-end", care are un umor sec, sarcastic, uneori cinic, care crede în valorile tradiționale ale aristocrației britanice, pământ, putere, mărinimie, familia aristocratică ca punct nodal al comitatului respectiv, loialitate față de cei care sunt „ai lor", ...  Pe măsură ce serialul avansează, spectatorii descoperă calității neașteptate ale „matroanei” familiei Crawley, așa cum sunt înțelepciune pragmatică, compasiune profundă, dragoste necondiționată, înțelegerea situațiilor, dorința de a participa la rezolvarea neconflictuală a problemelor, inteligență intelectuală, socială și emoțională ridicate. 

### Lady Mary Crawley
Lady Mary Josephine Talbot (născută Crawley) (interpretată de Michelle Dockery), fata cea mai în vârstă a Lord-ului și Lady-ei Grantham, care este totodată unul din personajele principale și una din protagoniștii serialului, are 21 de ani în aprilie 1912, când acțiunea serialului începe. Inițial, Lady Mary este portretizată ca fiind o femeie rece și calculată, iritabilă și chiar mofturoasă. Apoi, pe măsură ce serialul progresează, privitorii descoperă o Lady Mary mai înțeleaptă, arătând calități precum luciditate, compasiune și înțelegere, dar și devotamentul său permanent față de Downton Abbey, reședința monumentală a familiei Crawley.
Implicată, mai mult sau mai puțin emoțional, Lady Mary Crawley, este rând pe rând, logodnica (neanunțată oficial) a lui Patrick Crawley (un văr îndepărtat, de care nu se simte deloc atrasă și care dispare după naufragiul Titanicului din 1912), amanta de o noapte a fiului ambasadorului Turciei în Imperiul britanic, Kemal Pamuk (care moare de atac de cord în acea noapte), obiectul dragostei vărului îndepărtat Matthew Crawley (de care se desparte din cauza indeciziei sale de a accepta cererea în căsătorie a acestuia), logodnica lui Sir Richard Carlisle, un magnat al ziarelor (care aflând de aventura de o noapte a Lady-ei Mary, îi promite acesteia protecție totală în mușamalizarea „afacerii Pamuk”), pentru ca, în final, după multe peripeții, incluzând prezența lui Matthew, ca locotenent - apoi căpitan - combatant în primul război mondial, rănirea acestuia și moartea subită a logodnicei sale, Lavinia Swire, să se căsătorească cu Matthew, ambii recunoscând dragostea lor reciprocă extrem de puternică.
În sezonul al treilea, după multe așteptări în van, în final, cu ajutorul al unui mic tratament de fertilitate, Lady Mary rămâne însărcinată, dând naștere unui băiat, asigurând astfel siguranța transmiterii simultane a averii, dar și al titlului de conte (Earl of) de Grantham fiului lor, George. În aceeași după amiază a vederii fiului lor nou-născut, un Matthew fericit, aflat „în al nouălea cer”, conduce mașina sa sportivă (și prea puternică) pe un drum prin pădure, având o coliziune fatală cu un camion, exact într-o curbă descendentă, lipsită total de vizibilitate. Inevitabilul se produce; Matthew moare instantaneu, în ultimele imagini emblematice ale ultimului epidod al sezonului trei.

### Lady Edith Crawley
Lady Edith Pelham (născută Crawley în 1892), Marchiză de Hexham (interpretată de Laura Carmichael) este fiica mijlocie  a Lord-ului și Lady-ei Grantham. De-a lungul primelor două sezoane ale serialului, Edith este adesea „uitată”, fiind clar neglijată, nefiind considerată nici la fel de atrăgătoare, frumoasă sau abilă precum era Lady Mary considerată, dar nici la fel de îndrăzneață și pasională, precum fiica cea mai mică, Sybil. Rivalitatea sa amară cu sora sa Mary este în continuare antrenată și de faptul că Edith era îndrăgostită de Patrick Crawley, un văr îndepărtat, care fusese, până la presupusul deces al acestuia în naufragiul Titanicului din 1912, moștenitorul titlului de conte de (Earl of) de Grantham. Nimeni din casa de Grantham nu privise serios iubirea sa pentru vărul Patrick, ca chiar mai mult, Mary, care nu manifestase în niciun fel dragoste față de Patrick, ar fi urmat a se căsători cu acesta.
Emoțional, Lady Edith devine îndrăgostită, rând pe rând, de vărul îndepărtat Patrick Crawley (care decedează pe Titanic), de singuratecul văduv Sir Anthony Stralan (care o abandonează abrupt, în fața altarului), de editorul de revistă Michael Gregson, cu care are o fată nelegitimă și care o face pe Edith moștenitoarea revistei și a tuturor bunurilor sale (decedând apoi în Germania, fiind ucis de mâna „cămășilor brune”) pentru ca în finalul serialului, în seria a 6-a și ultima, Lady Edith Crawley să își găsească fericirea alături de Bertie Pelham, fostul agent și moștenitor al domeniului Castelului Brancaster și al titlului de marchiz de Hexham.